# NIC-28
La NIC-28 es una importante carretera nacional clasificada como troncal principal en Nicaragua. Esta vía comienza en el Sur, conectándose con la NIC-1 y CA-03 en el extremo oeste de la ciudad de Managua, departamento de Managua, y culmina en la NIC-12A en El Tamarindo, departamento de León.

## Extensión
Con una extensión de 27,72 km, la NIC-28 juega un rol clave en la conectividad y transporte de la región.